# 府中町 (広島県芦品郡)
府中町（ふちゅうちょう）は、広島県芦品郡にあった町。現在の府中市の一部にあたる。

## 地理
芦田川と出口川の合流地に位置していた。

## 歴史
- 1889年（明治22年）4月1日、町村制の施行により、芦田郡府中市村が単独で村制施行し、府中市村が発足[1][3]。
- 1896年（明治29年）6月3日、町制施行し府中町に改称[1][2]。
- 1898年（明治31年）10月1日、郡の統合により芦品郡に所属[1][2]。
- 1923年（大正12年）4月1日、芦品郡栗生村大字土生の一部を編入[1][2]。大字土生を起立[2]。
- 1925年（大正14年）2月1日、芦品郡出口町と合併し府中町が存続[1][2]。府中（旧府中町域）、出口（旧出口町域）、土生の3大字を編成[2]。
- 1954年（昭和29年）3月31日、芦品郡岩谷村、広谷村、国府村、栗生村、下川辺村と合併し、市制施行し府中市を新設して廃止された[1][2]。

### 地名の由来
古代の備後国衙所在地であるため。

## 産業
- 農業、商業[2]
- 1933年（昭和8年）日満護謨工業株式会社設立[2]。

## 交通

### 鉄道
- 1914年（大正3年）両備軽便鉄道福山～府中間開通[2]、府中町駅（府中町永井町）開設（後に府中駅に改名）。1933年（昭和8年）国有鉄道福塩南線（現福塩線）となる[2]。1935年（昭和10年）府中駅が現在地に移転。1938年（昭和13年）国有鉄道福塩線の府中町～上下間開通[2]。